# セグンダ・ディビシオン・プロフェシオナル
セグンダ・ディビシオン・プロフェシオナル（Segunda División Profesional）は、ウルグアイにおけるサッカーリーグの2部リーグに相当する。単にセグンダ・ディビシオン（Segunda División）とも呼ばれる。1941年まで2部リーグとして運営されていたディビシオナル・インテルメディア（Divisional Intermedia）の後継大会として、1942年にプリメーラB（Primera B）の名称で創設された。ディビシオナル・インテルメディアも、1942年のプリメーラB創設以降は3部リーグとして1971年まで存続した。

## ウルグアイの2部リーグ
ウルグアイにおけるサッカー2部リーグは、時代とともに、セグンダ・ディビシオン（1903-1914）、ディビシオナル・インテルメディア（1915-1941）、プリメーラB（1942-82）、セグンダ・ディビシオン・プロフェシオナル（1983-）と変遷している。前身大会が運営されていた1903年から1941年の間は、年によって1部リーグとの間で入れ替えがないこともあり、運営ルールが不規則であった。

## 2025シーズン所属クラブ
| クラブ名                   | ホームタウン   | ホームスタジアム               | 収容人数 |
| -------------------------- | -------------- | ------------------------------ | -------- |
| アルビオン                 | モンテビデオ   | パルケ・パレルモ               | 6,500    |
| アルティガス               | アルティガス   | マティアス・ゴンサレス         | 7,000    |
| アテナス                   | サン・カルロス | アテナス                       | 6,000    |
| セントラル・エスパニョール | モンテビデオ   | パルケ・パレルモ               | 6,500    |
| セリート                   | モンテビデオ   | パルケ・マラカナ               | 8,000    |
| コロン                     | モンテビデオ   | パルケ・パレルモ               | 6,500    |
| デポルティーボ・マルドナド | マルドナド     | ドミンゴ・ブルゲーニョ・ミゲル | 22,000   |
| フェニックス               | モンテビデオ   | パルケ・カプーロ               | 10,000   |
| ラ・ルス                   | モンテビデオ   | パルケ・パレルモ               | 6,500    |
| オリエンタル               | ラ・パス       | パルケ・パレルモ               | 6,500    |
| ランプラ・ジュニオルス     | モンテビデオ   | オリンピコ                     | 9,500    |
| レンティスタス             | モンテビデオ   | コンプレホ・レンティスタス     | 10,600   |
| タクアレンボー             | タクアレンボー | ラウール・ゴジェノーラ         | 12,000   |
| ウルグアイ・モンテビデオ   | モンテビデオ   | パルケ・パレルモ               | 6,500    |

## 歴代優勝クラブ
- 1942 ミラマール・ミシオネス
- 1943 リーベル・プレート
- 1944 ランプラ・ジュニオルス
- 1945 プログレッソ
- 1946 セロ
- 1947 ダヌービオ
- 1948 優勝クラブなし [1]
- 1949 ベジャ・ビスタ
- 1950 デフェンソール
- 1951 スド・アメリカ
- 1952 モンテビデオ・ワンダラーズ
- 1953 ミラマール・ミシオネス
- 1954 スド・アメリカ
- 1955 ラシン
- 1956 フェニックス
- 1957 スド・アメリカ
- 1958 ラシン
- 1959 フェニックス
- 1960 ダヌービオ
- 1961 セントラル・エスパニョール
- 1962 モンテビデオ・ワンダラーズ
- 1963 スド・アメリカ
- 1964 コロン
- 1965 デフェンソール
- 1966 リベルプール
- 1967 リーベル・プレート
- 1968 ベジャ・ビスタ
- 1969 ウラカン・ブセオ
- 1970 ダヌービオ
- 1971 レンティスタス
- 1972 モンテビデオ・ワンダラーズ
- 1973 フェニックス
- 1974 ラシン
- 1975 スド・アメリカ
- 1976 ベジャ・ビスタ
- 1977 フェニックス
- 1978 リーベル・プレート
- 1979 プログレッソ
- 1980 ランプラ・ジュニオルス
- 1981 エル・タンケ・シスレイ
- 1982 コロン
- 1983 セントラル・エスパニョール
- 1984 リーベル・プレート
- 1985 フェニックス
- 1986 ミラマール・ミシオネス
- 1987 リベルプール
- 1988 レンティスタス
- 1989 ラシン
- 1990 エル・タンケ・シスレイ
- 1991 リーベル・プレート
- 1992 ランプラ・ジュニオルス
- 1993 バサニェス
- 1994 スド・アメリカ
- 1995 ウラカン・ブセオ
- 1996 レンティスタス
- 1997 ベジャ・ビスタ
- 1998 セロ

| シーズン | 優勝                       | 準優勝                     | 3位                      |
| -------- | -------------------------- | -------------------------- | ------------------------ |
| 1999     | フベントゥ                 | ビジャ・エスパニョーラ     | ラシン                   |
| 2000     | モンテビデオ・ワンダラーズ | セントラル・エスパニョール | フェニックス             |
| 2001     | ビジャ・エスパニョーラ     | プログレッソ               | プラサ・コロニア         |
| 2002     | リベルプール               | ミラマール・ミシオネス     | デポルティーボ・コロニア |
| 2003     | セリート                   | レンティスタス             | ロチャ                   |
| 2004     | リーベル・プレート         | ランプラ・ジュニオルス     | パイサンドゥー           |
| 2005     | ベジャ・ビスタ             | セントラル・エスパニョール | アテナス                 |
| 2005-06  | プログレッソ               | フベントゥ                 | バサニェス               |
| 2006-07  | フェニックス               | セロ                       | フベントゥ               |
| 2007-08  | ラシン                     | セロ・ラルゴ               | ビジャ・エスパニョーラ   |
| 2008-09  | フェニックス               | セリート                   | アテナス                 |
| 2009-10  | エル・タンケ・シスレイ     | ベジャ・ビスタ             | ミラマール・ミシオネス   |
| 2010-11  | レンティスタス             | セリート                   | セロ・ラルゴ             |
| 2011-12  | セントラル・エスパニョール | フベントゥ                 | プログレッソ             |
| 2012-13  | スド・アメリカ             | レンティスタス             | ミラマール・ミシオネス   |
| 2013-14  | タクアレンボー             | アテナス                   | ランプラ・ジュニオルス   |
| 2014-15  | リベルプール               | プラサ・コロニア           | ビジャ・テレサ           |
| 2015-16  | ランプラ・ジュニオルス     | ビジャ・エスパニョーラ     | ボストン・リーベル       |
| 2016     | エル・タンケ・シスレイ     | アテナス                   | セロ・ラルゴ             |
| 2017     | トルケ                     | アテナス                   | プログレッソ             |
| 2018     | セロ・ラルゴ               | フベントゥ                 | プラサ・コロニア         |
| 2019     | トルケ                     | デポルティーボ・マルドナド | レンティスタス           |
| 2020     | セリート                   | ビジャ・エスパニョーラ     | スド・アメリカ           |
| 2021     | アルビオン                 | ダヌービオ                 | ラシン                   |

## クラブ別優勝回数
| クラブ                     | 優勝 | 優勝年                                         |
| -------------------------- | ---- | ---------------------------------------------- |
| フェニックス               | 7    | 1956, 1959, 1973, 1977, 1985, 2006-07, 2008-09 |
| スド・アメリカ             | 7    | 1951, 1954, 1957, 1963, 1975, 1994, 2012-13    |
| リーベル・プレート         | 6    | 1943, 1967, 1978, 1984, 1991, 2004             |
| ベジャ・ビスタ             | 5    | 1949, 1968, 1976, 1997, 2005                   |
| ラシン                     | 5    | 1955, 1958, 1974, 1989, 2007-08                |
| モンテビデオ・ワンダラーズ | 4    | 1952, 1962, 1972, 2000                         |
| レンティスタス             | 4    | 1971, 1988, 1996, 2010-11                      |
| リベルプール               | 4    | 1966, 1987, 2002, 2014-15                      |
| ランプラ・ジュニオルス     | 4    | 1944, 1980, 1992, 2015-16                      |
| ダヌービオ                 | 3    | 1947, 1960, 1970                               |
| ミラマール・ミシオネス     | 3    | 1942, 1953, 1986                               |
| プログレッソ               | 3    | 1945, 1979, 2005-06                            |
| エル・タンケ・シスレイ     | 3    | 1981, 1990, 2009-10                            |
| セントラル・エスパニョール | 3    | 1961, 1983, 2011-12                            |
| デフェンソール             | 2    | 1950, 1965                                     |
| コロン                     | 2    | 1964, 1982                                     |
| ウラカン・ブセオ           | 2    | 1969, 1995                                     |
| セロ                       | 2    | 1946, 1998                                     |
| バサニェス                 | 1    | 1993                                           |
| フベントゥ                 | 1    | 1999                                           |
| ビジャ・エスパニョーラ     | 1    | 2001                                           |
| セリート                   | 1    | 2003                                           |
| タクアレンボー             | 1    | 2013-14                                        |